# هوراس غرين
هوراس غرين (بالإنجليزية: Horace Green)‏ (23 أبريل 1918 ببارنسلي في المملكة المتحدة - 1 يوليو 2000) هو لاعب كرة قدم بريطاني (وحمل سابقاً جنسية المملكة المتحدة لبريطانيا العظمى وأيرلندا) في مركز الظهير. لعب مع نادي هاليفاكس تاون ولينكولن سيتي أف سي.